# Țîhanivka, Sînelnîkove
Țîhanivka (în ucraineană Циганівка) este un sat în comuna Lubeanka din raionul Sînelnîkove, regiunea Dnipropetrovsk, Ucraina.

## Demografie
Componența lingvistică a localității Țîhanivka
     Ucraineană (97,94%)
     Alte limbi (1,64%)
Conform recensământului din 2001, majoritatea populației localității Țîhanivka era vorbitoare de ucraineană (97,94%), existând în minoritate și vorbitori de alte limbi.